# Jean-Joseph Page
Jean-Joseph Page (* 1791 in Onnens (seit 2001 La Brillaz); † 3. Januar 1863 in Freiburg; heimatberechtigt in Onnens) war ein Schweizer Jurist und Politiker.

## Leben

### Familie
Jean-Joseph Page war der Sohn des Bauern Pierre Page und von dessen Ehefrau Anna (geb. Moullet).
Er heiratete in Paris Eulalia Magdalena Johanna (geb. Ternicion).

### Werdegang
Page besuchte das Kollegium St. Michael in Freiburg und war seit 1812 als Hauslehrer in Frankreich tätig, bevor er sich zu einem Studium der Rechtswissenschaften an der Universität Paris immatrikulierte.
Seit 1826 war er als Rechtsanwalt in Bulle und ab 1856 in Freiburg tätig.
Von 1831 bis 1847 war er Gerichtspräsident in Bulle sowie Ersatzrichter am Appellationsgericht des Kantons Freiburg, bevor er von 1847 bis 1857 Appellationsrichter war.
Er war von 1856 bis zu seinem Tod Aufsichtsrat der Hypothekarkasse des Kantons Freiburg.

### Politisches und gesellschaftliches Wirken
Page war zunächst liberal, dann radikal gesinnt und stellte sich gegen den 1845 gegründeten Sonderbund.
Er wurde 1830 Verfassungsrat und war von 1831 bis 1856 im Freiburger Grossrat (1848 Vizepräsident); in dieser Zeit war er 1848 Tagsatzungsabgeordneter. Seine Wahl zum Staatsrat 1836 lehnte er seinerzeit ab.
Vom 6. November 1848 bis zum 30. November 1851 war er im Ständerat und dort 1848 Alterspräsident.
Er setzte sich für die Regelung des Hypothekenwesens und die Freiburger Hypothekarkasse zur Förderung der Landwirtschaft ein.